# アカオヒメシャクケイ
アカオヒメシャクケイ（学名：Ortalis canicollis）は、ホウカンチョウ科に分類される鳥類の一種。アルゼンチン、ボリビア、ブラジル、パラグアイ、おそらくウルグアイにも分布する。

## 分類と系統
基亜種の Ortalis canicollis canicollis (Wagler、1830) と O. c. pantanalensis (Cherrie and Reichenberger, 1921) の2亜種が認められている。後者はムジヒメシャクケイの亜種または独立した種である可能性がある。パラグアイの個体群は別亜種として扱われてきたが、一般には受け入れられていない。

## 形態

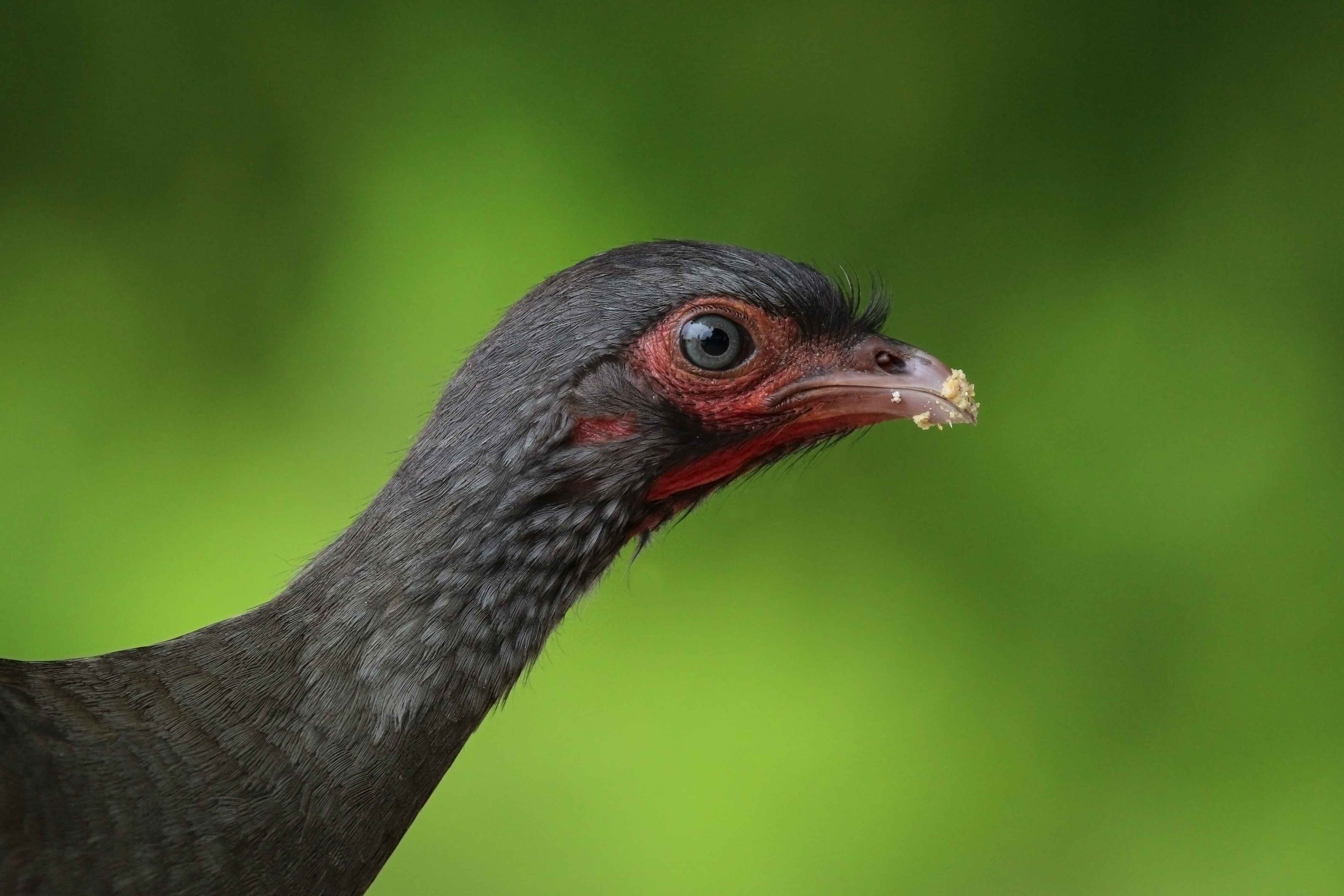
O. c. pantanalensis の頭部

全長は50-56cm、体重は479-678gである。基亜種の頭部は濃い灰色で、背と胸は緑がかった灰色であり、腹部は黄褐色から茶色である。目から嘴にかけて桃色がかった赤い皮膚が裸出している。O. c. pantanalensis は体色がより茶色く、顔の皮膚は紫がかっている。尾は濃い青緑色で、嘴と脚はくすんだ桃色である。

## 分布と生息地
基亜種はボリビア東部のグランチャコ、パラグアイ西部、アルゼンチン北部に分布する。O. c. pantanalensis はブラジルのマットグロッソ州南西部とマットグロッソ・ド・スル州に分布する。またボリビアとパラグアイでも未検証の報告がある。アメリカ鳥学会は、ウルグアイでの分布は仮説としている。
低地の湿地林や低木林、乾燥した亜熱帯林、半落葉樹林や拠水林、ヤシ林など、さまざまな場所に生息する。成熟林と二次林の両方で見られる。ブラジルとパラグアイでは低地でのみ、アルゼンチンでは標高約1,000mの高地でも見られる。

## 生態

### 摂餌
森林で小さな集団を作り餌を探すが、30羽ほどの群れが観察されたこともある。通常は樹冠で餌を食べるが、下草がほとんど無い場所では地面でも餌を食べる。アルゼンチンでは農地で最大150羽の群れが餌を食べる様子が観察されている。年間を通して主に果物と葉を食べるが、季節的に豊富な無脊椎動物、特にケムシも食べる。

### 繁殖
アルゼンチンにおける繁殖期は10月から2月までで、ボリビアでは8月から始まることもある。枝や茎から小さな巣を作り、葉が敷き詰められていることもある。巣は地面から2.5-4mの高さにある密集した茂みや木に作られる。クリーム色の卵を2-4個産み、雌が単独で抱卵する。

### 発声
鳴き声は主に早朝に発せられ、耳障りで騒々しい『チャタラタ…』や『ビン、カチーチャロータウ、チャウロータウ、チャウロータウ』、『プレップェップェッ』、やや不満げな上昇した『プリューーッ』といった声を上げ、警戒時には『チャッ』や低音で上向き『ウーーーーーイッ』といった声を上げ、犬のようなキャンキャンという鳴き声を発することもある。

## 人との関わり
IUCNは低危険種としている。分布域全体ではよく見られるが、一部の地域では狩猟による強い圧力を受けている。